# Lennier
Lennier este un personaj din universul fictiv al serialului de televiziune science-fiction Babylon 5, interpretat de Bill Mumy. El este un Minbari și acționează ca asistent ambasador al lui Delenn pe parcursul majorității seriei. 
Ca și Delenn care era un acolit al lui Dukhat, Lennier a fost acolitul fidel al ambasadorului Minbari Delenn timp de cinci ani. Membru al mănăstirii din Chu'Domo al castei religioase și un luptător aprig, el s-a alăturat ulterior Rangerilor. Familia sa se afla la bordul Stelei Negre când aceasta a fost distrusă de către John Sheridan, comandantul Babylon 5. Deși alți Minbari au simțit multă animozitate față de Sheridan, întrucât au considerat că a acționat necinstit pentru a o distruge, Lennier nu a avut resentimente față de acesta, aparent înțelegând de ce Sheridan a făcut-o. 
Printre prietenii lui Lennier se numără Vir Cotto și Marcus Cole. 